# Airbus A321
L'Airbus A321 est une version allongée de l'Airbus A320, produite par Airbus Commercial Aircraft. Cet avion biréacteur monocouloir est le plus grand et long de la gamme A320. Son vol inaugural a eu lieu en mars 1993, puis il a été exploité par Lufthansa l'année suivante. L'Airbus A321 faisant partie de la famille A320, les pilotes ne nécessitent pas de compétences particulières supplémentaires pour le piloter, ce qui a poussé certaines grosses compagnies à commander tous les modèles de la famille, afin d'optimiser l'exploitation de leur réseau varié. En 2015, trois compagnies disposaient par exemple des 4 modèles : Avianca, Air France et British Airways.
Cet appareil embarque le système de commandes de vol électriques typique d'Airbus.
L'Airbus A321 se décline en 5 versions : l'A321-100, l'A321-200, l'A321neo, l'A321LR et l'A321XLR.
- L'A321-100 est la variante initiale, qui était configurée pour accueillir 210 passagers, et c'est aussi le premier A321 à être vendu, à Lufthansa en 1994[3] ;

- L'A321-200 est la version la plus utilisée, avec 1724 avions en service en juin 2023[4] ;

- L'A321neo peut emporter jusqu'à 244 passagers, ce qui en fait la version la plus commandée, avec 5163 commandes au 30 juin 2023[4]
  - certification avec A321-2xxN ;

- L'A321LR est une variante de l'A321neo pouvant effectuer des vols transatlantiques comme Paris - New-York[5]
  - certification avec A321-2xxNX ;

- L'A321XLR (pour eXtra Long Range: très grand rayon d'action) est le dernier-né d'Airbus qui est capable d'effectuer des vols long-courrier. Le moteur qui l'équipe, le  CFM International Leap-1A, a obtenu sa certification de l'Agence de l'Union européenne pour la sécurité aérienne le 19 juillet 2024[6]
  - certification avec A321-2xxNY.

## Histoire

### Chronologie

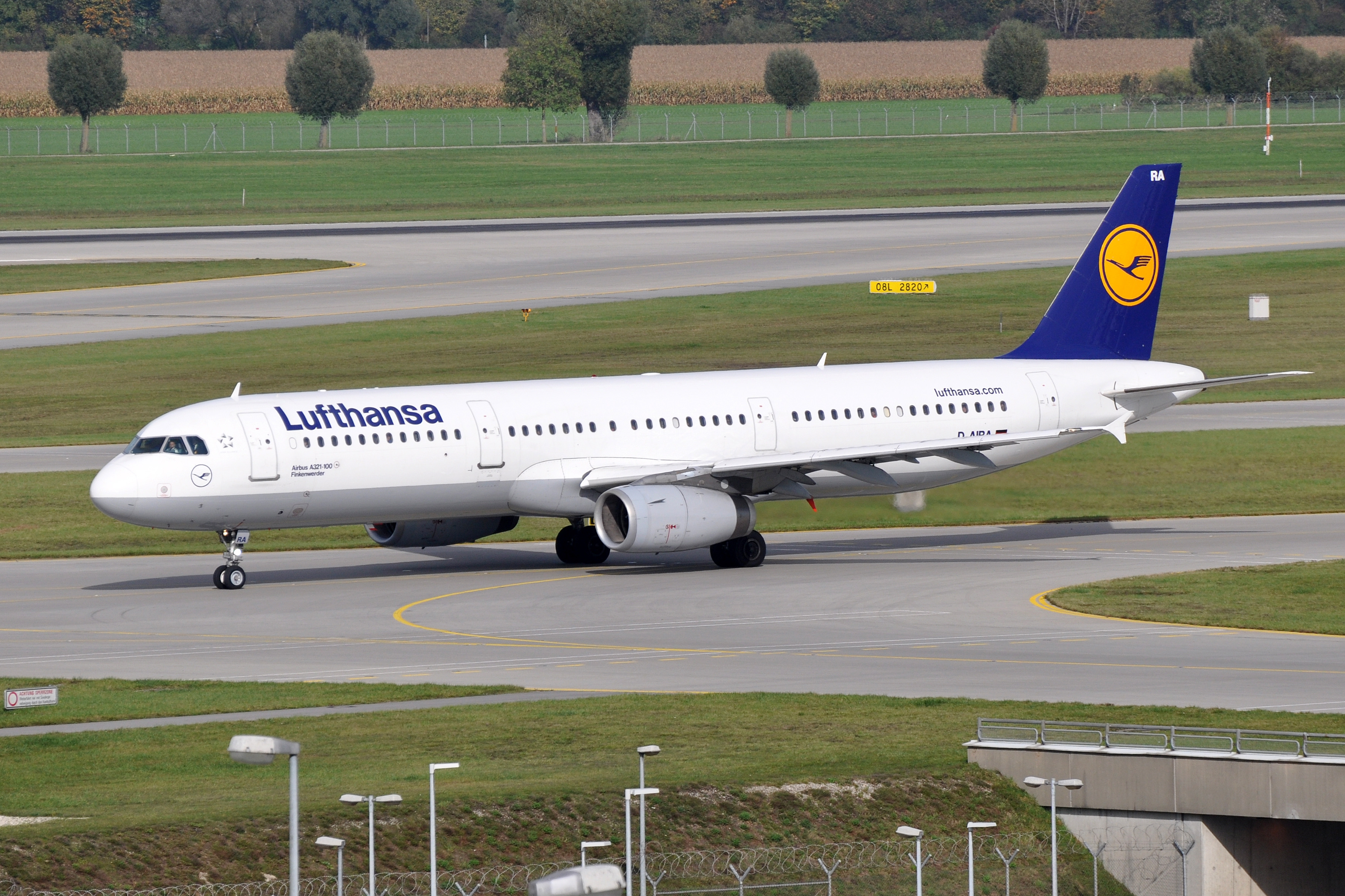
Le premier A321-100 de Lufthansa à l’aéroport Franz-Josef-Strauß de Munich.

Après le succès de son nouvel avion, l'Airbus A320, le constructeur européen Airbus décide de créer une version allongée de celui-ci, qui reprendrait la même conception et les mêmes systèmes, et qui pourrait emporter plus de passagers : l'Airbus A321. Airbus avait initialement prévu de créer trois variantes, qu'il voulait baptiser SA 1, SA 2, et SA 3, « SA » signifiant « single-aisle » (mono-couloir). Ces variantes devaient transporter de 130 à 180 passagers, et peuvent donc s'identifier aux variantes actuelles : de l'Airbus A318 (132 passagers) à l'Airbus A321 (180-220 passagers).
En novembre 1989, le constructeur lance donc le programme A321, initialement nommé Airbus A320-300. L'A321 était la première variante d'une longue série, dérivée de l'A320.
Le 11 mars 1993, la première version de l'A321, l'A321-100, effectue son vol inaugural, puis obtient sa certifiation en décembre de la même année, et effectue son premier vol commercial de l’appareil avec la compagnie aérienne allemande Lufthansa le 18 mars 1994.
Mais l'A321-100 n'était pas très populaire, car il avait le même problème que l'Airbus A300 à l'époque, c'est-à-dire un gros manque d'autonomie. C'est donc pour pallier ce problème qu'Airbus a lancé en 1995 une nouvelle version, l'A321-200, qui est la version la plus populaire actuellement, plus lourde mais qui dispose de plus d'autonomie. Il a effectué son premier vol en décembre 1996.
Puis, après le franc succès de l'A321-200, Airbus décide de développer une nouvelle version, qui diminuerait la consommation de carburant et augmenterait l'autonomie. Airbus annonce alors son projet le 1er décembre 2010, baptisé A321neo.
L'A321neo a effectué son premier vol le 9 février 2016.
Puis, le 2 octobre 2018, Airbus annonce que la version à long rayon d'action de son A321neo a obtenu ses certifications.
Le 17 juin 2019, Airbus lance le projet A321XLR, doté d'une autonomie record permettant d'effectuer des vols transatlantiques avec jusqu'à 11 heures de vol sans escale tout en conservant sa capacité de passagers. Il reprend le même design que l'A321neo.
Le 12 mai 2021, Airbus officialise la création d'une ligne d'assemblage d'A321neo à Toulouse en substitution de la ligne d'assemblage des A380 désormais abandonnée.
Les moteurs de l'Airbus A321 sont les mêmes que ceux de l'Airbus A320, des CFM56 et V2500.

### Le projet A321neo
Avec la création du programme A320neo (versions remotorisées), l’A321 fait peau neuve, décliné en 3 nouvelles versions : l’A321neo, l’A321LR et l’A321XLR, les deux dernières étant capables de parcourir les distances respectives de 7 400 et 8 700 km.
Le 2 février 2016, l'A321neo prend son premier envol. Les moteurs utilisés sont de type CFM LEAP-1A, et non les Pratt & Whitney PW1100G, sur lesquels ont été rencontrés des problèmes mécaniques.
Les deux versions long-courrier de l’appareil sont destinées à renforcer la présence des compagnies aériennes sur des lignes secondaires ne nécessitant pas de gros porteurs tels que les A330, A350 ou 777. La version XLR, dévoilée lors de la 53e édition du salon du Bourget en 2019, devance Boeing sur son projet de Boeing 797 « MoM » (Middle of Market, milieu de marché) avec un rayon d'action de 4 700 milles nautiques (environ 8 700 km) soit une progression de 700 milles (environ 1 300 km). La première compagnie à avoir commandé l'A321XLR est Middle East Airlines avec quatre exemplaires. Il a effectué ses premiers tours de roue début juin 2022 et son premier vol le 15 juin.
La livraison du premier exemplaire de l'A321XLR a eu lieu le 30 octobre 2024, à la compagnie espagnole Iberia. Cet appareil est considéré comme idéal pour remplir plus facilement le vol long-courrier. De plus, celui-ci est adapté au lancement d'une nouvelle liaison intercontinentale point à point, avec moins de risque. Toutefois, ce monocouloir ne satisfait pas les compagnies aériennes qui préfèrent la capacité de fret.

## Conception

### Esthétique et systèmes

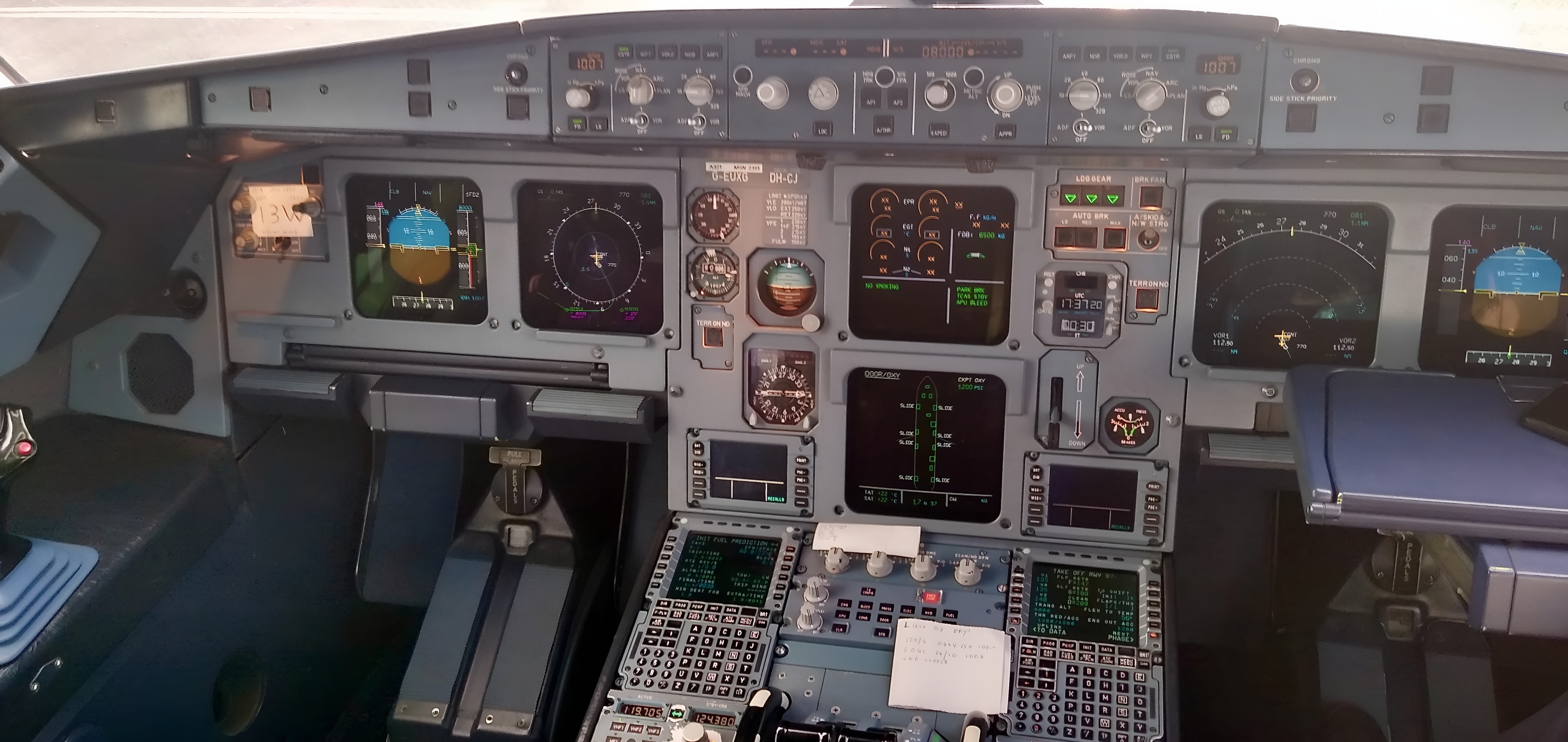
Le cockpit d'un A321, identique à celui d'un A320.

L'A321 fait partie de la famille A320, et par conséquent reprend beaucoup de caractéristiques techniques et du stylisme de l'Airbus A320 et ne nécessite pas de formation supplémentaire pour les pilotes pour passer d'un modèle à un autre. Le cockpit d'un A321 ne diffère pas de celui d'un A320.
L'A321 est la version la plus longue des moyen-courriers d'Airbus. En effet, Il dispose de 6,94 m de plus que l'A320, pour un total de 44,51 m de long.

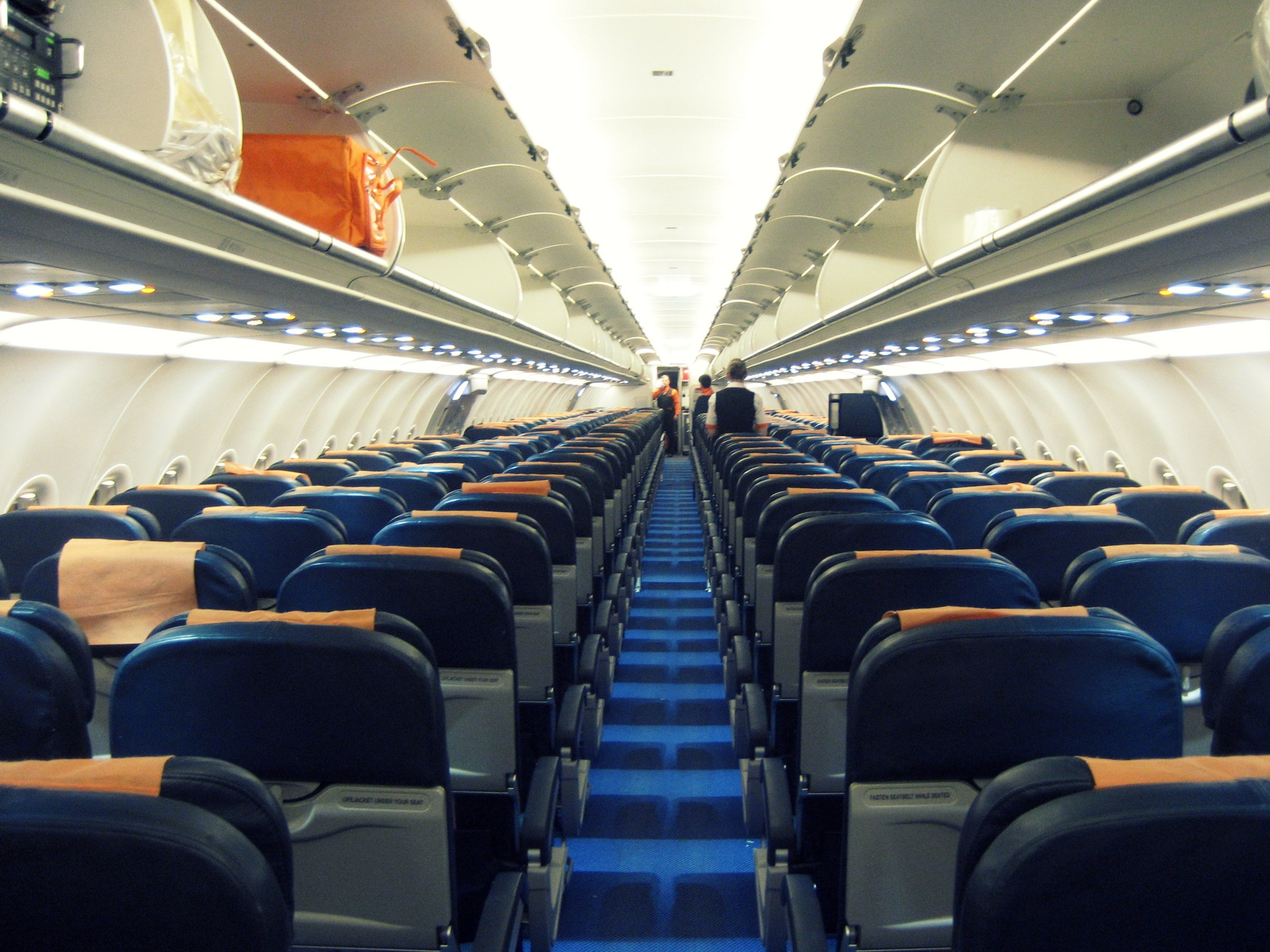
Le couloir d'un A321 d'EasyJet.

Comme son petit frère, l'A321 est un avion de ligne moyen-courrier (et long-courrier pour certaines versions), monocouloir et double-classe qui bénéficie de toutes les technologies les plus avancées à l'époque.
Comme pour l'A320, l'A321 dispose : 
- des commandes de vol électriques

1. sans câbles, appareil plus léger, donc moins de consommation de carburant,
2. sans commandes mécaniques, moins de coût d'entretien,
3. amélioration de la sécurité profitant des ordinateurs de nouvelle génération ;

- une planche de bord tout écran ;
- adoption des mini-manches, initialement développés pour les avions de chasse ;
- un système de communication air-sol permettant la transmission en direct de plusieurs types de données (les messages de panne ou de données météorologiques, entre autres).

## Liste des versions

### A321-100

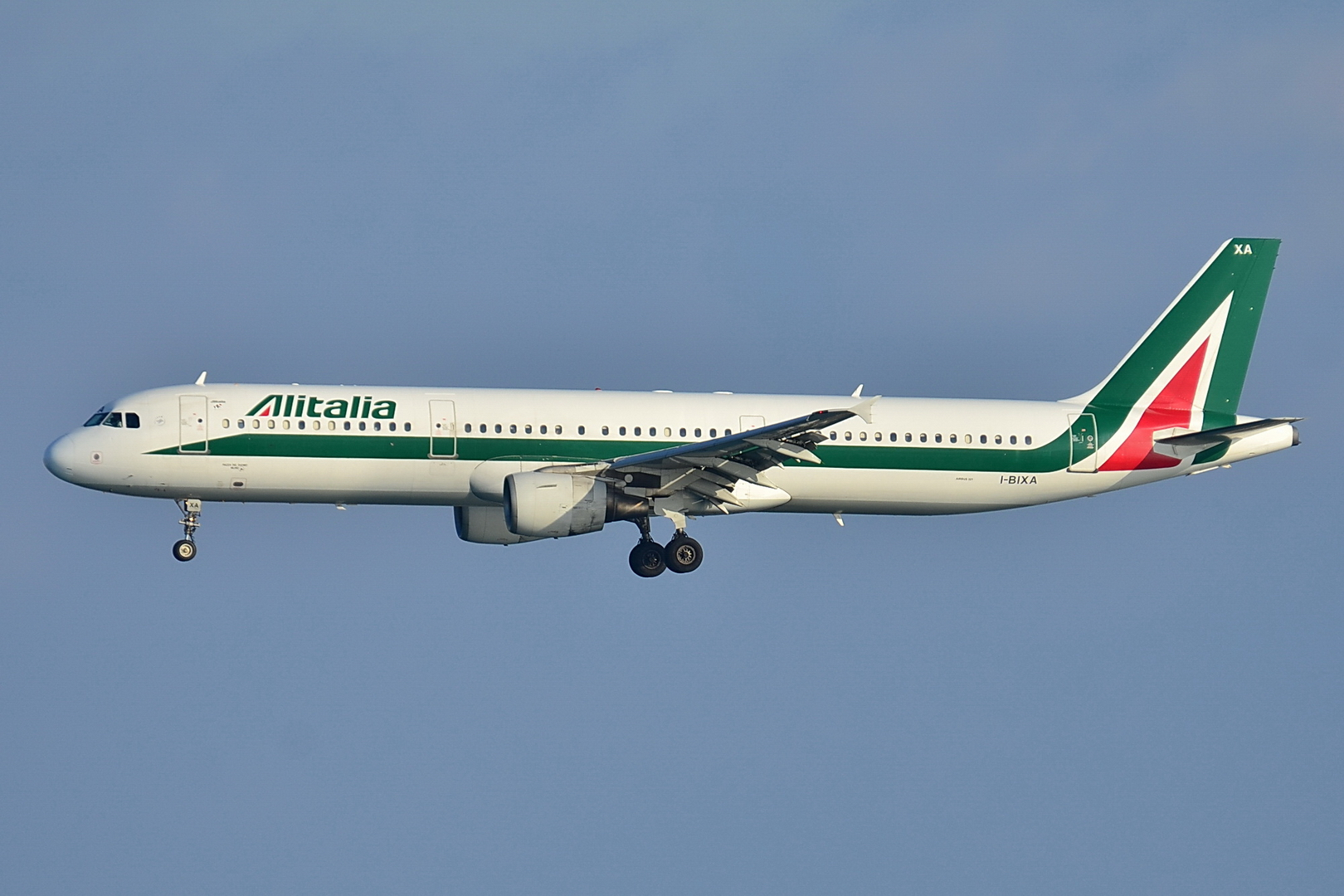
Un Airbus A321-100 d'Alitalia.

L'A321-100 est la version initiale du projet A321 mené par Airbus en novembre 1989, qui n'est plus au catalogue actuellement. Cette variante n'a pas été très populaire auprès des compagnies aériennes à cause de son autonomie de 4 300 km, plus faible que celle de l'A320, car la masse supplémentaire engendrée par une plus grande longueur n'avait pas été compensée par une augmentation de la capacité en carburant. La plupart de ces avions ont été entièrement assemblés dans l'usine de Hambourg.
Par conséquent, seulement 80 appareils furent vendus et actuellement, une vingtaine d'appareils sont encore en service.

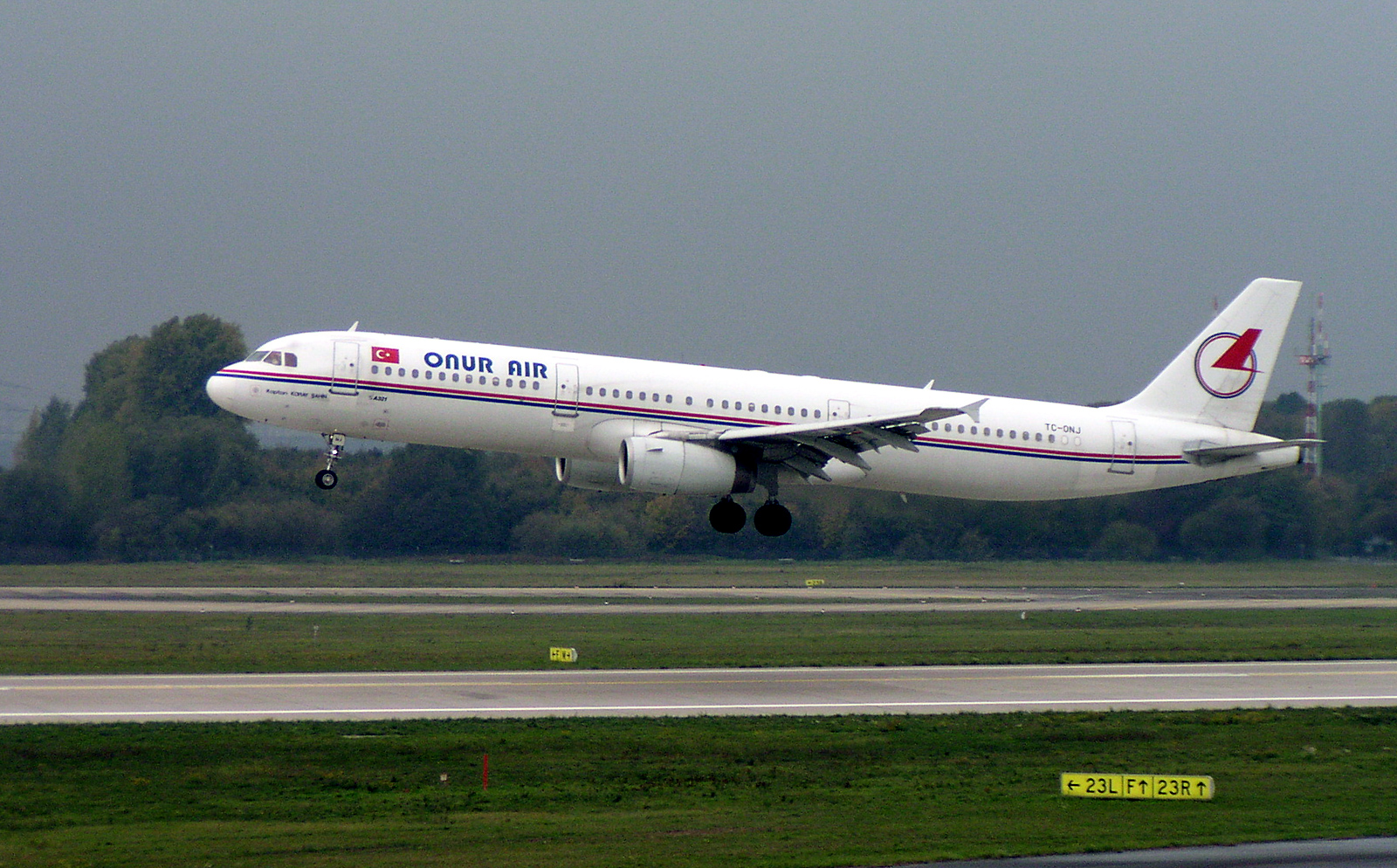
Le premier prototype d'A321, vendu à Onur Air, immatriculé TC-ONJ.

Le premier prototype sortit de l'usine de Hambourg le 3 mars 1993 et son premier vol d'essai fut effectué le 11 mars de la même année, puis le tout premier A321, l'A321-131, obtint sa certification le 17 décembre.
Les deux premiers prototypes sur quatre furent vendus à Onur Air en 1996 et 1998.
Le premier A321 vendu était destiné à Lufthansa et a effectué son premier vol commercial le 18 mars 1994 après sa livraison le 27 janvier.
Les principaux clients sont des compagnies aériennes européennes, dont Air Inter, qui avait besoin d´appareils de plus grande taille. Son premier appareil arriva le 1er juillet 1994, de l'usine Airbus de Hambourg, à la suite de la certification de l'A321-111, autorisée le 27 mai. Tous ses 5 A321-111 furent, le 1er avril 1997, transférés dans la flotte d'Air France, après leur fusion. Le cinquième n'effectua que 2 967 heures de vol et 3 292 cycles sous pavillon Air Inter. Le réacteur CFM International CFM56-5B1 équipe l'A321-111 (2×133,45 kN). Alitalia possédait la plus grande flotte de cette version constituée de 22 A321-112 (motorisée par le CFM56-5B2/P, 2×137,9 kN), le 31 juillet 2014, selon les statistiques officielles d'Airbus. Lufthansa, quant à elle, exploite de nos jours 20 A321-131 équipés de moteurs IAE V2530-A5 (2×133,4 kN).
Airbus construisit et vendit 18 A321-111, 23 A321-112 et 38 A321-131 dont 2 prototypes, avant qu'une nouvelle norme de l'OACI n'empêche sa production (durcissement de la réglementation liée aux nuisances sonores). Certains appareils commencèrent à quitter les flottes, à la suite de leur vieillissement, tels ceux d'Alitalia.

## Caractéristiques techniques

### Masses
| Modèle                               | A321-100           | A321-200           | A321neo            | A321neoLR | A321XLR            |
| ------------------------------------ | ------------------ | ------------------ | ------------------ | --------- | ------------------ |
| Masse de roulage maximale (MTW)      | 78 400 - 89 400 kg | 78 400 - 93 900 kg | 80 400 - 95 500 kg |           | 101 400 kg         |
| Masse de décollage maximale (MTOW)   | 78 000 - 89 000 kg | 78 000 - 93 500 kg | 80 000 - 95 000 kg | 97 000 kg | 101 000 kg         |
| Masse d'atterrissage maximale (MLW)  | 73 500 - 75 500 kg | 73 500 - 77 800 kg | 71 500 - 79 200 kg |           | 77 300 - 79 200 kg |
| Masse maximale sans carburant (MZFW) | 69 500 - 71 500 kg | 69 500 - 73 800 kg | 67 000 - 75 600 kg |           | 73 300 - 75 600 kg |
| Masse à vide                         |                    |                    | 48 725 kg          |           | 49 208 kg          |

### A321neo

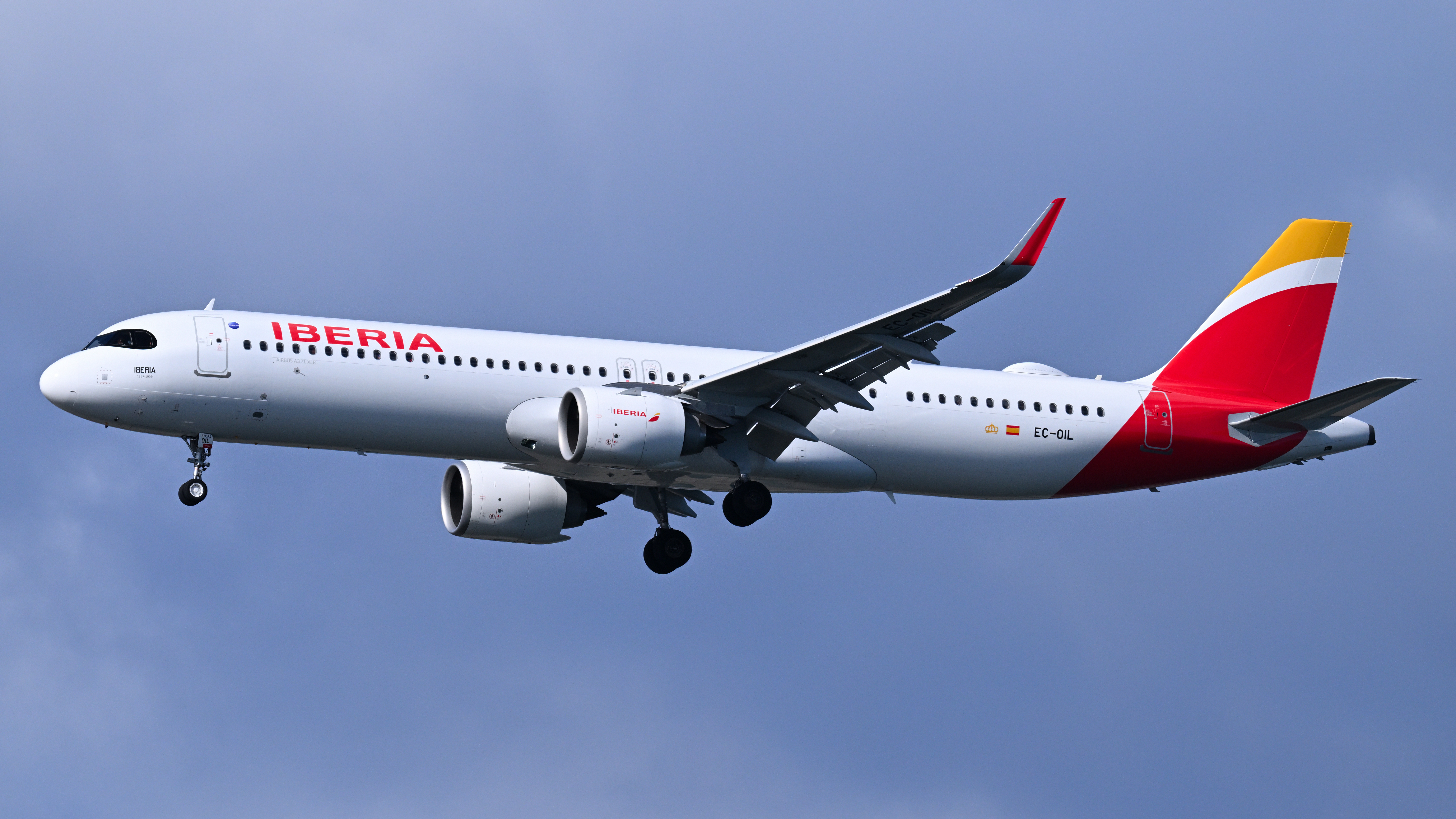
Le premier appareil commercial de l'A321XLR, EC-OIL (A321-253NY) à Boston en mars 2025.

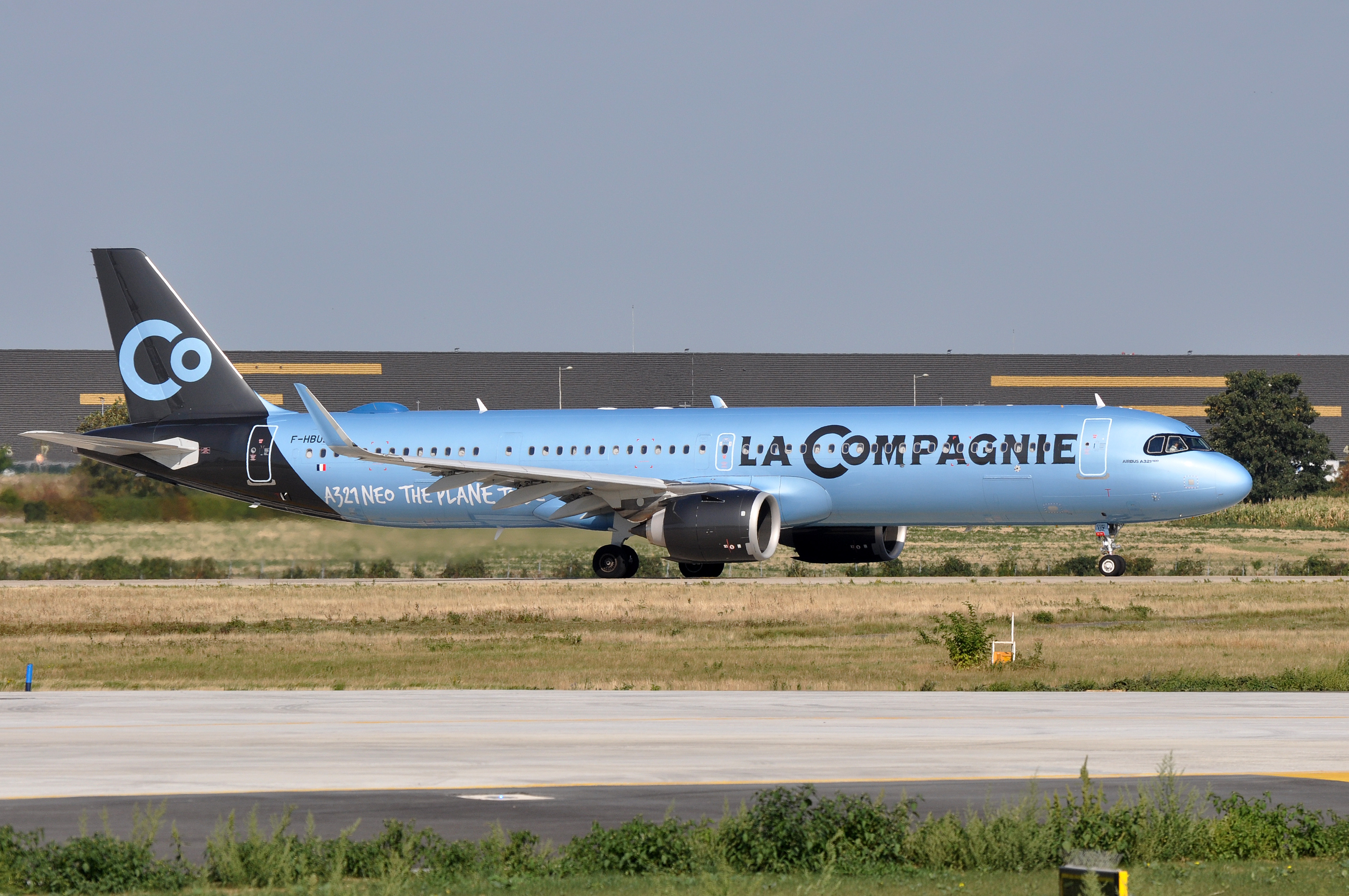
Pour l'A321neo, le nombre de portes varie avec celui de passagers. Ainsi, l'appareil LR de La Compagnie qui est réservé aux vols transatlantiques ne possède que 4 portes (type I) et 2 sorties de secours (type III). Consacré uniquement à la classe affaire, cet A321 n'accueille en effet que 76 passagers. Alors que les portes de type I et de type C sont lourdes, la sortie de secours type III est très légère et compacte. D'où, l'optimisation des portes de l'appareil est une des meilleures façons pour gagner plus de rayon d'action et améliorer la rentabilité. Dans cette optique, la configuration des portes de l'A321 est flexible.

Il existe deux variantes à plus long rayon d'action de l'A321neo (LR et XLR). Les valeurs présentées ci-dessous sont celles de la version neo « classique » et celles de la version ayant le plus long rayon d'action (A321 XLR)).
Données de EADS
Caractéristiques générales
- Équipage : 2 pilotes + personnel navigant commercial
- Capacité : 180-220 pax
- Longueur : 44,51 m (146 ft)
- Envergure : 35,80 m
- Hauteur : 11,76 m (38 ft 7 in)
- Surface alaire : 122,6 m2
- Masse à vide : 46,3 t
- Masse maximale au décollage : 93,5 - 101 t
- Moteur : 2 turboréacteurs Pratt & Whitney PW1000G ou LEAP-1A, resp. 147,28 ou 143,05 kN chacun

 Performances 
- Distance franchissable : 7 400 - 8 700 km

Il est à noter qu'à la suite de l'amélioration du rayon d'action, certains A321neo possèdent moins de portes en raison du nombre moindre de passagers à transporter, ce qui est le cas de l'A321XLR.

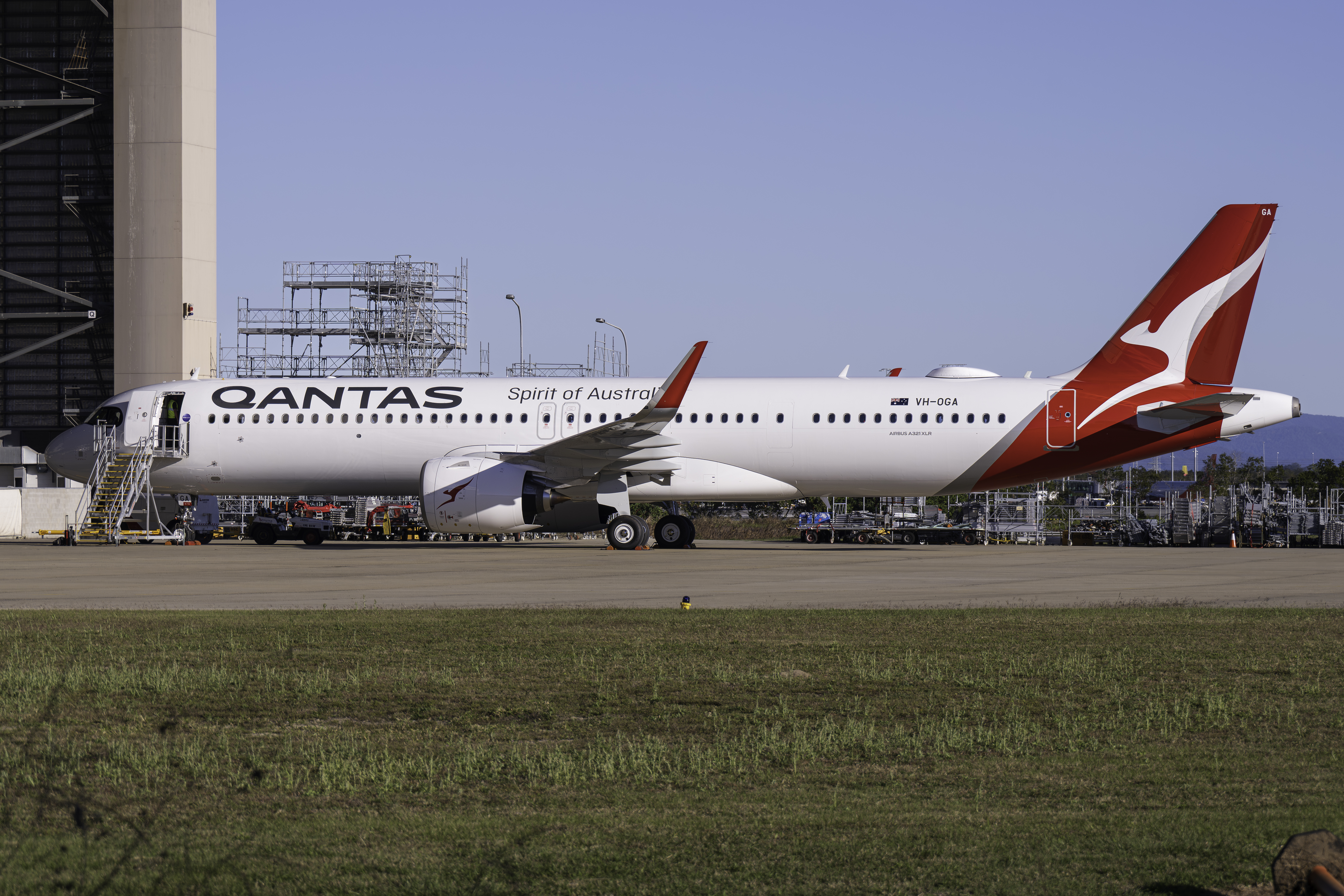
Le premier appareil de l'A321XLR de Qantas (A321-271NY) avec 4 portes et 4 sorties de secours.

- A321LR / A321XLR (4 portes) :
4 × porte type I et 4 × sortie de secours type III  (ainsi que l'appareil de Qantas à droit)
ou
4 × porte type I et 2 × sortie de secours type III (voir l'image à droit (La Compagnie)) ;
- A321LR / A321XLR prototype (6 portes) :
4 × porte type I, 2 × porte type C et 2 × sortie de secours type III 
4 × porte type I, 2 × porte type C et 4 × sortie de secours type III (A321XLR prototype I, MSN11000)  ;
- A321neo / A321ceo standard (8 portes) :
4 × porte type I et 4 × porte type C   ;
- A321LR / A321XLR (6 portes avec 4 sorties) :
4 x porte type I, 2 x porte type C et 4 sorties de secours type III (pour l'appareil de Wizz Air qui accueille 239 passagers en classe économie) .

## Concurrence
Les concurrents directs de l'Airbus A321 (ceo) chez Boeing sont le Boeing 737-900 et le Boeing 757.
Le concurrent direct de l'A321neo est le Boeing 737 Max 10.
La version A321XLR n'a pas de concurrence.

## Version cargo, par conversion PTF
Voir Article détaillé Airbus A320#Une conversion PTF plus simple, par ST Aerospace, et 5 sites de conversion pour obtenir des cargos A321, puis A320
La conversion cargo A321PTF est une solution extrêmement intéressante par rapport aux conversions de Boeing 757 anciennes. Avec un volume conteneurisé plus important, permettant 10 conteneurs LD3-45 en soute, contrairement au 757 qui n'offre que du transport en vrac  
Et chaque A321 (ceo) converti pourra avantageusement être remplacé par un A321neo plus récent, voire par un A321neo XLR, sans équivalent chez Boeing ; les compagnies sont nombreuses à saisir cette opportunité de moderniser leur flotte avec des avions plus performants et plus économes en carburant.

## Version militaire A321 MPA
En 2023, le ministère des Armées français lance une compétition pour remplacer ses avions de patrouille maritime Atlantique 2. Dans cet appel d'offres l'opposant à Dassault Aviation et son Falcon 10X, Airbus présente le programme A321 MPA (Maritime Patrol Aircraft), une version militarisée de l'A321XLR. Cet appareil offre un grand rayon d'action, tandis que son potentiel d'évolution à l'avenir et sa maintenance seront favorisés par la grande flotte civile. Sa grande soute sera capable d'accueillir deux équipes (en mission et en repos, en alternance) avec un meilleur confort pour des missions longues, des palettes de matériel, ainsi qu'un important armement : missile AM39 Exocet et FMAN, bombes guidées, bouées acoustiques Sonoflash de Thales, et drones. Il est équipé d'un radar dérivé de l'AirMasterC développé par Thales, le principal associé d'Airbus dans cette offre,.
Ce projet est présenté en novembre 2024 lors du salon Euronaval,. Le 4 février 2025, Airbus annonce que sa filiale Airbus Defense & Space a signé, avec le ministère des Armées, un contrat portant sur une étude de définition et de levée de risque du futur programme d'avion de patrouille maritime. Le programme doit être lancé à la fin 2026 tandis que les livraisons sont attendues à horizon 2035.
Cet avion a de nombreux points communs avec le P-8 Poséidon de Boeing, dont il se veut être plus tard un concurrent à l'international,.

## Incidents et accidents
L'Airbus A321 a connu 267 incidents ou accidents, toutes causes confondues.
Le premier incident a lieu le 6 janvier 1996 lorsqu'un homme tente de détourner un vol de TransAsia Airways reliant Taipei à Tainan.
Le premier incident mortel a lieu le 18 juin 2008 lorsqu'un membre d'équipage d'un vol Air India reliant Hambourg à New Delhi a fait un malaise mortel à bord.
Le pire accident d'un Airbus A321 a lieu le 31 octobre 2015 lorsque le Vol Metrojet 9268 explose au-dessus de l'Égypte, par l'explosion d'une bombe déposée à bord : 224 personnes tuées.
Le dernier accident mortel impliquant un A321 a lieu le 11 juillet 2016 lorsqu'un mécanicien au sol se fait écraser lors de la manœuvre de repoussage à l'aéroport International Salgado Filho, à Porto Alegre.

## Ouvrages
- Airbus Commercial Aircraft, A321 Aircraft Characteristics Airport and Maintenance Planning, le 1er Mars 2022, 434 p. [lire en ligne]

1. 1 2 3 4  p. 42
2. 1 2 3 4  p. 43
3. 1 2 3 4 5 6 7 8  p. 44
4. ↑  p. 160
5. ↑  p. 161

- Pierre Sparaco, Airbus, la véritable histoire, Éditions Privat, Toulouse 2005

1. 1 2  p. 251